# Лященко Микола Якович
Лященко Микола Якович (25.11.1921) — математик, педагог, учасник Другої світової війни, професор кафедри математичного аналізу Фізико-математичного факультету Національного педагогічного університету імені М. П. Драгоманова.

## Біографія
Народився 25 листопада 1921 року в с. Острійки Узинського району Київської області. 1936 р. — закінчив Острійську неповно-середню школи. У 1936—1939 рр. — навчання у Білоцерківській педагогічній школі. Вересень-листопад 1939 р. — учитель Олійникові-Слобідської школи Узинського району. У грудні 1939 р. призваний до армії та направлений на навчання до 2-го Ленінградського червонопрапорного артилерійського училища. З початком Німецько-радянської війни училище евакуйовано до м. Міас Челябінської області. У складі 7-ї Гвардійської червонопрапорної мінометної бригади реактивної артилерії брав участь у боях на Карельському (1944 р.) та Другому білоруському (1945 р.) фронтах. У 1945—1949 рр. — навчання на Фізико-математичному факультеті Київського державно-педагогічному інституті імені О. М. Горького (далі — КДПІ ім. О. М. Горького). У 1949—1951 рр. — навчання в аспірантурі Інституту математики АН УРСР. У 1951—1962 рр. — науковий співробітник Інституту атомної енергії АН СРСР (м. Москва). З 1962 р. — викладач кафедри математичного аналізу Фізико-математичного факультету КДПІ ім. О. М. Горького. 1964 р. — доцент кафедри математичного аналізу КДПІ ім. О. М. Горького. 1984 р. — професор кафедри математичного аналізу КДПІ ім. О. М. Горького.
30 червня 2000 р. — вийшов на пенсію.

## Наукова діяльність
- 1956 р. — захист дисертації на ступінь кандидата фізико-математичних наук на тему: «Деякі питання стійкості розв'язків звичайних диференціальних рівнянь».

Наукові інтереси присвячені питанням наближеного розв'язання задачі Коші для диференціальних рівнянь другого порядку, нелінійних інтегральних рівнянь типу Вольтера (з кратними вузлами), а також побудові квадратурних і кубатурних формул для окремих класів функцій з інтегрованою особливістю. Великої уваги надав питанням вивченню програмування і обчислювальної математики у вузах і середній школі. Викладав математичний аналіз, диференціальні рівняння, обчислювальну математику, елементи теорії алгоритмів, програмування в алгоритмічних мовах алгол і фортран тощо. Особливу увагу приділяв питанням розвитку алгоритмічної культури логічного мислення студентів, зв'язку між університетським і шкільним курсом математики. Був членом редакційних кологій наукових і науково-популярних журналів «Вычислительная и прикладная математика» «У світі математики».

### Нагороди
- 1944 р. — орден Червоної зірки.
- 1985 р. — орден Вітчизняної війни 2-го ступеня.
- 1999 р. — орден «За мужність».

### Основні праці
- Про чисельне розв'язання інтегральних рівнянь. Доповіді АН УРСР. 1963. №.9. С. 1139—1144.
- Про чисельне розв'язування одного класу нелінійних інтегродиференціальних рівнянь. Доповіді АН УРСР. 1964 № 1. С. 3-7.
- Програма по курсу «Математичні машини і програмування з практикумом» Для фізико-математичних факультетів педагогічних інститутів. Спеціальності математика. Проект. Київ, 1965. 9 с.
- Математичні машини і програмування з практикумом: контрольно-тренувальні вправи для студентів-заочників фізико-математичних факультетів педагогічних інститутів Київ: Радянська школа, 1967. 72 с.
- О численном решении задачи Коши для одного класса нелинейных интегро-дифференциальных уравнений. Вычислительная и прикладная математика. Киев, 1967. Вып. 4. С. 28-33.
- Об одной кубатурной формуле повышения точности. Вычислительная и прикладная математика. Киев, 1967. Вып. 4. С. 137—140.
- Про чисельне розв'язування задачі Коші для одного класу нелінійних інтегро-диференціальніх рівнянь. Доповіді АН УРСР. 1967. № 4. С. 307—311.
- Про чисельне розв'язування лінійних інтегральних рівнянь із змінною верхньою межею. Доповіді АН УРСР. 1967. № 5. С. 419—422.
- Математичні машини і програмування. Математична хрестоматія для 6-8 класів. Київ: Радянська школа,1968. С. 245—265.
- О двупараметрическом семействе трехточечных квадратных формул повышения точности. Вычислительная и прикладная математика. Киев, 1968. Вып. 6. С. 138—141.
- Розв'язування задач на електронних цифрових машинах. У світі математики. Київ: Радянська школа, 1968. Вип. 1. С. 50-74.
- О численном решении системы нелинейных интегральных уравнений с переменными верхними пределами и задачи Гурса для нелинейного уравнения с частными производными гиперболического типа. Вычислительная и прикладная математика. Киев, 1969. Вып. 7. С. 57-63. Соавтор В. С. Дровозюк.
- О численном решении смешанной задачи для одного класса нелинейных дифференциальных уравнений с частными производными параболического типа. Вычислительная и прикладная математика. Киев, 1969. Вып. 7. С. 157—161.
- О некоторых кубатурных формулах для вычисления приближенных значений двойных интегралов. Вычислительная и прикладная математика. Киев, 1969. Вып. 8. С. 3-21.
- О некоторых симметричных относительно центра прямоугольника кубатурных формулах для вычисления приближенных значений двойных интегралов. Вычислительная и прикладная математика. Киев, 1969. Вып. 9. С. 56-66.
- О численном решении нелинейных интегральных уравнений смешанного типа. Вычислительная и прикладная математика. Киев, 1970. Вып. 10. С. 120—124.
- О некоторых симметричных относительно центра параллелепипеда кубатурных формулах для вычисления приближенных значений тройных интегралов. Вычислительная и прикладная математика. Киев, 1970. Вып. 11. С. 125—135.
- О некоторых симметричных относительно средины отрезка квадратных формул повышенной точности. Вычислительная и прикладная математика. Киев, 1970. Вып. 12. С. 38-49.
- Початкові відомості про електронні обчислювальні машини (ЕОМ). Математика. Посібник для факультативних занять у 10 класі. Київ: Радянська школа, 1970. С. 72-124.
- Математичні машини і програмування з практикумом. Навчальний посібник для фізико-математичних факультетів педагогічних інститутів. Київ: Вищо школа, 1971. 278 с.
- О численном решении первой краевой задачи для нелинейного уравнения Пуассона. Вычислительная и прикладная математика. Киев, 1971. Вып. 15. С. 3-11.
- О вычислении приближенных значений определенных интегралов с наперед заданным числом верных знаков. Вычислительная и прикладная математика. Киев, 1972. Вып. 18. С. 25-39.
- Розв'язування задач на електронних цифрових машинах (продовження). У світі математики. Київ: Радянська школа, 1972. Вип. 3. С. 48-89.
- Програмування: спеціальний курс факультативних занять з математики в 9 класі. Київ: Радянська школа, 1973. 199 с.
- О вычислении приближенных значений двойных интегралов по области прямоугольника с наперед заданным числом верных знаков. Вычислительная и прикладная математика. Киев, 1973. Вып. 20. С. 45-62. Соавтор А. Г. Олейник
- О численном решении нелинейных интегральных уравнений типа Вольтерра с повышенной точностью. Вычислительная и прикладная математика. Киев, 1973. Вып. 21. С. 13-25.
- Двусторонние квадратуры для повторных интегралов. Вычислительная и прикладная математика. Киев, 1974. Вып. 24. Соавтор А. Г. Олейник.
- Двусторонние квадратуры для табулирования значений первообразной функции. Вычислительная и прикладная математика. Киев, 1975. Вып. 26. С. 159—166. Соавтор И. Ф. Гезь
- О двусторонних приближенных повторных интегралов. Вычислительная и прикладная математика. Киев, 1975. Вып. 26. С. 55-67. Соавтор А. Г. Олейник.
- Двусторонние методы типа Рунге-Кутта численного решения задачи Коши для обыкновенных дифференциальных уравнений. Дифференциальные уравнения. 1976. Т. XII, № 12. С. 2271—2272. Соавтор И. Ф. Гезь
- О двусторонних приблежениях типа Рунге-Кутта. Доклады АН СССР. 1976. Т. 226, № 2. С. 265—268. Соавтори И. Ф. Гезь, А. Г. Олейник.
- О двусторонних методах типа Рунге-Кутта с четырьмя кратными узлами. Вычислительная и прикладная математика. Киев, 1977. Вып. 31. С. 40-47. Соавтор А. Г. Олейник.
- О двустороннем методе типа Рунге-Кутта численного решения задачи Коши для обыкновенных дифференциальных уравнений второго порядка. Вычислительная и прикладная математика. Киев, 1978. Вып. 35. С. 77-84. Соавтор Н. С. Головань.
- Застосування похідної для доведення нерівностей. У світі математики. Київ: Радянська школа, 1978. Вип. 9. С. 178—190.
- Об одном двустороннем процессе типа Рунге-Кутта с тремя двукратными узлами. Дифференциальные уравнения. 1978. Т. XIV, № 2. С. 369—370. Соавтор А. Г. Олейник
- АЛМИР (первые шаги в программировании). Киев Вища школа, 1979. 96 с. Соавтор А. С. Козин.
- О вычислении приближенных значений первообразной функции с наперед заданным числом верных знаков. Вычислительная и прикладная математика. Киев, 1979. Вып. 38. С. 34-41.
- Основы программирования: пособие для 9-го класса. Київ: Радянська школа, 1979. 176 с. Співавтор А. С. Козин.
- Застосування похідної для проведення тотожностей. У світі математики. Київ, 1980. Вип. 11. С. 48-61.

Стереометричні задачі на екстремум. У світі математики. Київ, 1981. Вип. 12. С. 141—158.
- Вычислительная математика: пособие для факультативных занятий в 10 кл. Київ: Радянська школа, 1983 . 191 с. соавтор А. С. Козин.
- Основы программирования: учебное пособие для 9 класса. Київ: Радянська школа, 1986. 176 с. Соавтор А. С. Козин.
- До історії цифрових математичних машин. У світі математики. Київ, 1984. Вип. 14. С. 122—135. У співавторстві О. С. Козін.
- Перетворення графіків функцій. У світі математики. Київ, 1984. Вип. 15. С. 208—232.
- Похідна та її застосування: посібник для самоосвіти вчителів. Київ: Радянська школа, 1985. 153 с.
- Обчислення на ЕКОМ «Электроника БЗ-34». У світі математики. Київ, 1986. Вип. 17. С. 73-91. Співавтор І. Ф. Слєдзінський.
- Перебудова та запис алгоритмів. У світі математики. Київ, 1987. Вип. 18. С. 15-33. Співавтор М. С. Головань.
- Програмування на ЕКОМ: посібник для факультативних занять у 9-му класі. Київ: Радянська школа, 1987. 127 с. Співавтор І. Ф. Слєдзінський.
- Програма факультативного курсу з обчислювальної математики. Київ КДПІ, 1988. 52 с.
- Коливання та диференціальні рівняння. У світі математики. Київ, 1989. Вип. 19 С. 90-106. Співавтор М. С. Головань.
- Розв'язування тригонометричних нерівностей методом інтервалів. У світі математики. 1991. Вип. 20. С. 129—149. Співавтор М. С. Головань
- Перші кроки у програмуванні. Київ: Вища школа, 1993. 104 с. Співавтор І. Ф. Слєдзінський
- Чисельні методи: підручник. 1996. 288 с. Співавтор М. С. Головань
- Математичний аналіз у задачах і прикладах: навчальний посібник для студентів вищих навчальних закладів: у 2 ч. — Київ: Вища школа, 2002—2003. — у співавторстві.